# 白蛇 (舞剧)
白蛇是中華人民共和國一齣舞剧，由上海大剧院和大地音乐出品，上海大剧院创制中心制作。白蛇中會出現白蛇傳中的游湖借伞、断桥相会、端午惊变、诓许入寺、水漫金山等故事情節。谭元元担任艺术总监，而且在白蛇中出演妻子和白素贞。李嘉博扮演许仙。爱德华·梁負責編舞，许忠負責作曲，周可擔任導演。該舞劇有芭蕾、中国舞、现代舞、武术等元素。
2020年，谭元元与上海大剧院总经理张笑丁决定将白蛇傳的故事搬上舞台。白蛇於2022年11月4日至7日在上海大劇院首演。2023年3月17日至3月19日，白蛇再度在上海大剧院上演。